# Campeonato Mundial de Rugby Juvenil 2014
El Campeonato Mundial de Rugby Juvenil de Nueva Zelanda 2014 fue la séptima edición de la Copa Mundial, principal torneo de selecciones juveniles masculinas de rugby que organiza la International Rugby Board (IRB). El torneo para jugadores de hasta 20 años se celebró por primera vez en Oceanía

## Equipos participantes[2]
| - Argentina - Australia - Inglaterra - Italia | - Fiyi - Francia - Gales - Irlanda | - Escocia - Nueva Zelanda - Samoa - Sudáfrica |

## Grupo A

### Posiciones
| Pos. | Equipo     | Encuentros | Encuentros | Encuentros | Encuentros | Tantos  | Tantos    | Tantos     | Puntos Bonus | Puntos Totales |
| Pos. | Equipo     | jugados    | ganados    | empatados  | perdidos   | a favor | en contra | diferencia | Puntos Bonus | Puntos Totales |
| ---- | ---------- | ---------- | ---------- | ---------- | ---------- | ------- | --------- | ---------- | ------------ | -------------- |
| 1    | Inglaterra | 3          | 3          | 0          | 0          | 118     | 43        | + 75       | 2            | 14             |
| 2    | Australia  | 3          | 2          | 0          | 1          | 89      | 58        | + 31       | 2            | 10             |
| 3    | Italia     | 3          | 1          | 0          | 2          | 35      | 118       | - 83       | 0            | 4              |
| 4    | Argentina  | 3          | 0          | 0          | 3          | 59      | 82        | - 23       | 2            | 2              |

Nota: Se otorgan 4 puntos al equipo que gane un partido y 2 al que empate
Puntos Bonus: 1 punto por convertir 4 tries o más en un partido y 1 al equipo que pierda por no más de 7 tantos de diferencia
|  | Clasificación del 1º al 4º puesto |

|  | Clasificación del 5º al 8º puesto |

|  | Clasificación del 9º al 12º puesto |

### Resultados

#### Primera fecha
| 2 de junio 13:35 | Argentina | 17 - 36 | Australia | ECOLight Stadium, Pukekohe            |                                       |
|                  |           | Reporte |           | Árbitro(s): Marius Van Der Westhuizen | Árbitro(s): Marius Van Der Westhuizen |

| 2 de junio 17:35 | Inglaterra | 63 - 3  | Italia | ECOLight Stadium, Pukekohe |                           |
|                  |            | Reporte |        | Árbitro(s): Angus Gardner  | Árbitro(s): Angus Gardner |

#### Segunda fecha
| 6 de junio 15:35 | Argentina | 26 - 29 | Italia | QBE Stadium, Auckland    |                          |
|                  |           | Reporte |        | Árbitro(s): Matt O'Brien | Árbitro(s): Matt O'Brien |

| 6 de junio 17:35 | Inglaterra | 38 - 24 | Australia | QBE Stadium, Auckland    |                          |
|                  |            | Reporte |           | Árbitro(s): Ben O'Keeffe | Árbitro(s): Ben O'Keeffe |

#### Tercera fecha
| 10 de junio 15:35 | Australia | 29 - 3  | Italia | ECOLight Stadium, Pukekohe   |                              |
|                   |           | Reporte |        | Árbitro(s): Vlad Iordachescu | Árbitro(s): Vlad Iordachescu |

| 10 de junio 15:35 | Inglaterra | 17 - 16 | Argentina | QBE Stadium, Auckland      |                            |
|                   |            | Reporte |           | Árbitro(s): Joaquín Montes | Árbitro(s): Joaquín Montes |

## Grupo B

### Posiciones
| Pos. | Equipo  | Encuentros | Encuentros | Encuentros | Encuentros | Tantos  | Tantos    | Tantos     | Puntos Bonus | Puntos Totales |
| Pos. | Equipo  | jugados    | ganados    | empatados  | perdidos   | a favor | en contra | diferencia | Puntos Bonus | Puntos Totales |
| ---- | ------- | ---------- | ---------- | ---------- | ---------- | ------- | --------- | ---------- | ------------ | -------------- |
| 1    | Irlanda | 3          | 2          | 0          | 1          | 86      | 40        | + 46       | 3            | 11             |
| 2    | Gales   | 3          | 2          | 0          | 1          | 82      | 57        | + 25       | 1            | 9              |
| 1    | Francia | 3          | 2          | 0          | 1          | 59      | 31        | + 28       | 1            | 9              |
| 4    | Fiyi    | 3          | 0          | 0          | 3          | 24      | 123       | - 99       | 0            | 0              |

Nota: Se otorgan 4 puntos al equipo que gane un partido y 2 al que empate
Puntos Bonus: 1 punto por convertir 4 tries o más en un partido y 1 al equipo que pierda por no más de 7 tantos de diferencia
|  | Clasificación del 1º al 4º puesto |

|  | Clasificación del 5º al 8º puesto |

|  | Clasificación del 9º al 12º puesto |

### Resultados

#### Primera fecha
| 2 de junio 15:35 | Gales | 48 - 19 | Fiyi | ECOLight Stadium, Pukekohe |                         |
|                  |       | Reporte |      | Árbitro(s): Akihisa Aso    | Árbitro(s): Akihisa Aso |

| 2 de junio 17:35 | Francia | 19 - 13 | Irlanda | QBE Stadium, Auckland    |                          |
|                  |         | Reporte |         | Árbitro(s): Matt O'Brien | Árbitro(s): Matt O'Brien |

#### Segunda fecha
| 6 de junio 15:35 | Francia | 37 - 5  | Fiyi | ECOLight Stadium, Pukekohe   |                              |
|                  |         | Reporte |      | Árbitro(s): Vlad Iordachescu | Árbitro(s): Vlad Iordachescu |

| 6 de junio 17:35 | Gales | 21 - 35 | Irlanda | ECOLight Stadium, Pukekohe   |                              |
|                  |       | Reporte |         | Árbitro(s): Federico Anselmi | Árbitro(s): Federico Anselmi |

#### Tercera fecha
| 10 de junio 13:35 | Irlanda | 38 - 0  | Fiyi | QBE Stadium, Auckland      |                            |
|                   |         | Reporte |      | Árbitro(s): Alexandre Ruiz | Árbitro(s): Alexandre Ruiz |

| 10 de junio 15:35 | Gales | 13 - 3  | Francia | QBE Stadium, Auckland                 |                                       |
|                   |       | Reporte |         | Árbitro(s): Marius Van Der Westhuizen | Árbitro(s): Marius Van Der Westhuizen |

## Grupo C

### Posiciones
| Pos. | Equipo        | Encuentros | Encuentros | Encuentros | Encuentros | Tantos  | Tantos    | Tantos     | Puntos Bonus | Puntos Totales |
| Pos. | Equipo        | jugados    | ganados    | empatados  | perdidos   | a favor | en contra | diferencia | Puntos Bonus | Puntos Totales |
| ---- | ------------- | ---------- | ---------- | ---------- | ---------- | ------- | --------- | ---------- | ------------ | -------------- |
| 1    | Sudáfrica     | 3          | 3          | 0          | 0          | 115     | 37        | + 78       | 2            | 14             |
| 2    | Nueva Zelanda | 3          | 1          | 0          | 2          | 126     | 52        | + 74       | 2            | 10             |
| 3    | Samoa         | 3          | 2          | 0          | 1          | 47      | 87        | - 40       | 0            | 4              |
| 4    | Escocia       | 3          | 0          | 0          | 3          | 30      | 142       | - 112      | 0            | 0              |

Nota: Se otorgan 4 puntos al equipo que gane un partido y 2 al que empate
Puntos Bonus: 1 punto por convertir 4 tries o más en un partido y 1 al equipo que pierda por no más de 7 tantos de diferencia
|  | Clasificación del 1º al 4º puesto |

|  | Clasificación del 5º al 8º puesto |

|  | Clasificación del 9º al 12º puesto |

### Resultados

#### Primera fecha
| 2 de junio 15:35 | Sudáfrica | 61 - 5  | Escocia | QBE Stadium, Auckland      |                            |
|                  |           | Reporte |         | Árbitro(s): Joaquín Montes | Árbitro(s): Joaquín Montes |

| 2 de junio 19:35 | Nueva Zelanda | 48 - 12 | Samoa | QBE Stadium, Auckland        |                              |
|                  |               | Reporte |       | Árbitro(s): Federico Anselmi | Árbitro(s): Federico Anselmi |

#### Segunda fecha
| 6 de junio 13:35 | Escocia | 18 - 27 | Samoa | ECOLight Stadium, Pukekohe |                           |
|                  |         | Reporte |       | Árbitro(s): Angus Gardner  | Árbitro(s): Angus Gardner |

| 6 de junio 19:35 | Nueva Zelanda | 24 - 33 | Sudáfrica | QBE Stadium, Auckland      |                            |
|                  |               | Reporte |           | Árbitro(s): Alexandre Ruiz | Árbitro(s): Alexandre Ruiz |

#### Tercera fecha
| 10 de junio 17:35 | Samoa | 8 - 21  | Sudáfrica | ECOLight Stadium, Pukekohe |                          |
|                   |       | Reporte |           | Árbitro(s): Ben O'Keeffe   | Árbitro(s): Ben O'Keeffe |

| 10 de junio 19:35 | Nueva Zelanda | 54 - 7  | Escocia | ECOLight Stadium, Pukekohe |                         |
|                   |               | Reporte |         | Árbitro(s): Akihisa Aso    | Árbitro(s): Akihisa Aso |

## Ronda final

### Clasificación del 9º al 12º puesto
|  | Semifinales | Semifinales |    |                | Final         | Final |  |
|  |             |             |    |                |               |       |  |
|  |             |             |    |                |               |       |  |
|  |             |             |    |                |               |       |  |
|  | Argentina   | 38          |    |                |               |       |  |
|  | Fiyi        | 12          |    |                |               |       |  |
|  |             |             |    |                |               |       |  |
|  |             |             |    |                | por 9º puesto |       |  |
|  |             |             |    |                | Argentina     | 41    |  |
|  |             | Escocia     | 21 |                |               |       |  |
|  |             |             |    |                |               |       |  |
|  |             |             |    |                |               |       |  |
|  |             |             |    |                | Tercer lugar  |       |  |
|  |             |             |    | por 11º puesto |               |       |  |
|  | Italia      | 18          |    | Fiyi           | 17            |       |  |
|  | Escocia     | 21          |    |                | Italia        | 22    |  |

### Clasificación del 5º al 8º puesto
|  | Semifinales | Semifinales |    |               | Final         | Final |  |
|  |             |             |    |               |               |       |  |
|  |             |             |    |               |               |       |  |
|  |             |             |    |               |               |       |  |
|  | Australia   | 53          |    |               |               |       |  |
|  | Samoa       | 16          |    |               |               |       |  |
|  |             |             |    |               |               |       |  |
|  |             |             |    |               | por 5º puesto |       |  |
|  |             |             |    |               | Australia     | 34    |  |
|  |             | Francia     | 27 |               |               |       |  |
|  |             |             |    |               |               |       |  |
|  |             |             |    |               |               |       |  |
|  |             |             |    |               | Tercer lugar  |       |  |
|  |             |             |    | por 7º puesto |               |       |  |
|  | Gales       | 18          |    | Samoa         | 3             |       |  |
|  | Francia     | 19          |    |               | Gales         | 20    |  |

### Clasificación del 1º al 4º puesto
|  | Semifinales   | Semifinales |    |               | Final         | Final |  |
|  |               |             |    |               |               |       |  |
|  |               |             |    |               |               |       |  |
|  |               |             |    |               |               |       |  |
|  | Inglaterra    | 42          |    |               |               |       |  |
|  | Irlanda       | 15          |    |               |               |       |  |
|  |               |             |    |               |               |       |  |
|  |               |             |    |               | por 1º puesto |       |  |
|  |               |             |    |               | Inglaterra    | 21    |  |
|  |               | Sudáfrica   | 20 |               |               |       |  |
|  |               |             |    |               |               |       |  |
|  |               |             |    |               |               |       |  |
|  |               |             |    |               | Tercer lugar  |       |  |
|  |               |             |    | por 3º puesto |               |       |  |
|  | Sudáfrica     | 32          |    | Irlanda       | 23            |       |  |
|  | Nueva Zelanda | 25          |    |               | Nueva Zelanda | 45    |  |

| Bandera de Inglaterra |
| Campeón Inglaterra    |
| Segundo título        |

## Posiciones finales
| Posición | Selección     |
| -------- | ------------- |
| 1        | Inglaterra    |
| 2        | Sudáfrica     |
| 3        | Nueva Zelanda |
| 4        | Irlanda       |
| 5        | Australia     |
| 6        | Francia       |
| 7        | Gales         |
| 8        | Samoa         |
| 9        | Argentina     |
| 10       | Escocia       |
| 11       | Italia        |
| 12       | Fiyi          |